# Alef (serie de televisión)
Alef  (Unsilenced)  es una miniserie de televisión israelí creada por Avraham Shalom Levi, Tamar Marom, Moish Goldberg y Einat Zilber Damari, con Odelia Karmon como cocreadora. La serie de ficción, de seis episodios, está basada en el libro de Karmon The Confidante (2013) y está inspirada en la condena por violación en 2011 al entonces presidente del país, Moshe Katsav y explora las dificultades de las mujeres para probar una violación. Los guiones son de Avraham Shalom Levi y Tamar Marom, dirigida por Moish Goldberg y producida por Great Productions y Yes TV. La serie se llama Alef por ser la primera letra en el alfabeto hebreo, inicial de la primera víctima que acudió a la policía.

## Sinopsis
Inspirada en hechos reales y ambientada a principios de la década de 2000, antes del movimiento #MeToo, la historia comienza cuando el recién elegido presidente de Israel (interpretado por Yaakov Zada Daniel) se impone a Oshrat (Nelly Mira Rubin), una nueva miembro femenina de su equipo. Desesperada por conservar su trabajo, le pide ayuda al jefe de gabinete del presidente, Avinoam (Levi), pero él se vuelve cómplice al ignorar primero las afirmaciones de Oshrat y luego diseñar una campaña brutal para desacreditarla y mantenerla callada.
La serie no se menciona el caso real, y los hechos descritos no representan lo que realmente pudo haber sucedido. En cambio, muestra hasta dónde llegarán un hombre (y sus aliados) para silenciar a sus víctimas, protegerse y mantener sus crímenes fuera del ojo público, y sigue a un grupo de mujeres unidas por sus experiencias compartidas que se unen para buscar justicia. 
La miniserie se desarrolla en una temporada con seis episodios en los que están presentes los mecanismos de la violencia machista: mezcla de piropos y amenazas, promesas de ascenso con castigos, y disculpas con propósitos de enmienda. En cada capítulo se desarrolla un punto de vista relacionado con la historia: dos víctimas, el presidente, su esposa, el asesor del presidente y el último capítulo es colectivo analizando la perspectiva de varias mujeres.

## Episodios

### E1 - Oshrat.
Un nuevo presidente se muda a la residencia presidencial y Oshrat, un nuevo empleado, comienza a trabajar con él. Forman una excelente relación profesional y un vínculo personal cercano y cálido. Pero todo eso cambia cuando el presidente le dice que se había enamorado de ella. Cuando Oshrat rechaza sus insinuaciones sexuales, la obliga. Recurre entonces al asesor del presidente Avinoam. Oshrat es violada, quiere dimitir. Oshrat se rebela y amenaza a Avinoam con acudir a la policía. En respuesta, Avinoam le amenaza con enterrarla con una historia falsa e inventada: Oshrat es una escolta, una mujer problemática.

### E2 ∙ Avinoam.
Avinoam quiere llevar su relación con Avigail, su socia y asesora de comunicaciones del Ministro de Finanzas, un paso más allá. El presidente lo llama urgentemente, le cuenta sobre la reunión con Oshrat y le pone la grabación que ha realizado. Avinoam intenta darle la vuelta y esa misma noche contacta al Fiscal General, le reproduce partes de la grabación y denuncia el chantaje. La policía se dirige a Oshrat mientras Avinoam intenta cerrar el trato con la prensa. Oshrat le dirá a la policía que lo siente, que nunca tuvo la intención de chantajear a nadie y, a cambio, el presidente retirará su denuncia contra ella. Yana, la investigadora de la policía, se da cuenta de que Oshrat está siendo amenazada, y Avinoam se sorprende al saber que la policía está investigando una acusación de violación. Con su plan fracasado, Avinoam intenta minimizar los daños mientras la policía ya investiga al presidente y obtiene algunos documentos de su oficina. Yana descubre la carta de agradecimiento de Oshrat al presidente, así como otras cartas de estilo similar de otras trabajadoras de oficina a lo largo de su carrera, incluidos sus días como ministro y alcalde. Una de esas cartas es de Avigail, quien fue asesora de comunicaciones del presidente hace algunos años.

### E3 ∙ Avigail.
Avigail ve cómo Avinoam dirige una campaña de difamación contra Oshrat, quien fue el primero en presentar una denuncia oficial contra el presidente. La campaña afecta el mejor criterio del Fiscal General y de la Procuraduría, que consideran abandonar el caso. Yana intuye que se está ocultando algo y decide investigar más a fondo a las mujeres cuyas cartas fueron encontradas en la Oficina del Presidente. Contacta a Avigail y la confronta con la verdad: ella también es una de sus víctimas. Avigail no puede ser parte de su demanda debido al plazo de prescripción, pero puede hablar a la prensa. Avigail le cuenta a Avinoam por primera vez lo que le pasó mientras trabajaba con el presidente durante su cadencia ministerial. Ella le notifica que expondrá su historia públicamente. Avinoam está molesto, confronta al presidente e intenta dimitir, pero el presidente lo amenaza con exponer su participación en sus actividades corruptas compartidas. Avinoam lo intenta y por un momento logra enterrar la entrevista, convenciendo a Avigail de que este tipo de exposición sólo la perjudicará. Pero al final Avigail decide seguir adelante con la entrevista y contar la historia de su acoso sexual. Pero, de hecho, paga un precio muy alto cuando pierde tanto su trabajo como su relación con Avinoam.

### E4 ∙ Shula
Shula, la esposa del presidente, está profundamente molesta por las acusaciones. Lucha por estar a su lado cuando lo llaman a la comisaría para confrontarse con Oshrat. El presidente se muestra confiado y totalmente preparado, lo que desequilibra por completo a Oshrat y se enfurece. Después del enfrentamiento policial y a pesar de que el presidente salió airoso y parece que no se presentarán cargos en su contra, Shula lo confronta. Le recuerda a las mujeres que trabajaron con él a lo largo de los años y la contactaron para contarle lo que realmente estaba pasando en la oficina. Ella le cuenta la llamada telefónica que recibió de Oshrat y los mensajes que le había enviado. Ella informa al presidente que dejará la residencia presidencial que regresa al sur, su ciudad natal y que le deja. Pero una llamada telefónica del presidente durante la visita de Yana convence a Shula de permanecer en silencio después de todo.

### E5 ∙ El presidente
De nuevo parece que el presidente sale ileso, pero para cerrar el caso debe firmar un acuerdo de culpabilidad diseñado para él por su abogado, Rosenfeld. El trato es extremadamente favorable al presidente, los cargos de violación y agresión sexual grave han sido retirados y ni siquiera hay una cláusula de infamia que pueda perjudicar su futuro político. El acuerdo de culpabilidad provoca un gran revuelo público y una ola de manifestaciones, en las que Avigail es muy activa. Avinoam cree que es un gran acuerdo, pero el presidente se niega a firmar un acuerdo de culpabilidad por delitos graves que cree que no cometió. Shula intenta convencerlo: está preocupada por lo que sucederá a continuación, quiere una vida tranquila y disfrutar de su nieto que está por nacer. Frente a ella está Marcelle, la dominante madre del presidente, que insiste en que no debería firmar la declaración. Considera que todo se debe a una venganza personal duradera y que su hijo debería defender su inocencia y su buen nombre. La mañana de la fecha prevista para la firma del alegato ante el tribunal, el presidente está alborotado. Y cuando está dentro de la sala del tribunal, sorprende a todos diciendo que no firmará la declaración. El presidente encarga a Avinoam que organice una conferencia de prensa, donde finalmente contará su versión de los hechos. Un momento antes de intervenir, despide a Avinoam.

### E6 ∙ Todas somos Alef
La conferencia de prensa es tormentosa y llena de acusaciones de ida y vuelta, el presidente pierde la compostura. Esther, que trabajó en su oficina cuando él era ministro, decide hablar y presenta una denuncia por violación en su contra. Su denuncia resulta en una acusación por violación y otras acusaciones de abuso sexual. Oshrat no forma parte de la acusación. Rosenfeld, el abogado del presidente, intenta hacer todo lo posible para refutar el testimonio de Esther, mientras los hombres del presidente suben al podio uno tras otro, tratando de refutar su testimonio y convertirla en una testigo no creíble. Avigail aparece en casa de Avinoam después de un largo período en el que no tuvieron ningún contacto; ella sabe que si él dice la verdad, el presidente será condenado. Avinoam se niega a ponerse en peligro a sí mismo y a su futura carrera. El equipo de defensa del presidente argumenta para convencer sobre su inocencia: Esther pidió volver a trabajar con el presidente después de su elección. ¿Es razonable que una víctima de abuso sexual pida volver a trabajar junto a su agresor? Yana finalmente logra convencer a Avigail de que suba al estrado. Aunque no forma parte del caso, aún puede testificar sobre el patrón de comportamiento del presidente y la forma en que las mujeres que atacó fueron silenciadas. Avigail testifica con valentía, a pesar de los continuos intentos de mancillar su nombre. El presidente es declarado culpable y cumplirá una sentencia de cárcel y, finalmente, hay un cierre para todas las mujeres que se unieron para derribarlo: Avigail, Yana, Esther y Oshrat.

## Elenco y personajes
- Yaakov Zada-Daniel (Presidente)
- Avraham Shalom Levi (Avinoam)
- Dana Meinrath  (Avigail)
- Lena Fraifeld  (Yana)
- Nelly Mira-Rubin (Oshrat Moreno)
- Irit Nathan Benedek  (Shula)
- Zohar Strauss  (Abogado Rosenfeld)
- Rinat Matatov  (Esther)
- Shosha Goren (Marcel)

## Recepción
Orly Revivo, la mujer que en la vida real fue "Alef", la primera denunciante de Katsav, ha concedido entrevistas a la prensa señalando que su personalidad es muy diferente a la de Oshrat en la serie y que otras facetas de su experiencia difieren de lo que se muestra. Pero ella no niega el contenido de la serie. También ha explicado que la historia en la serie parece desarrollarse rápidamente, mientras que transcurrieron unos tres años entre el momento en que Aleph presentó su denuncia y el comienzo del juicio.
«La serie ilustra la naturaleza retorcida del acoso sexual y cuenta su historia de manera tan brillante que creo que tiene la oportunidad de cambiar la mentalidad de quienes aún pueden hacerlo» apunta la periodista Hannah Brown del Jerusalem Post
La serie muestra el Me Too de Israel antes del Me Too señala Antonio Pita, corresponsal para Oriente Próximo del diario "El País".